# Stradzewo (województwo zachodniopomorskie)
Stradzewo (niem. Stolzenfelde) – wieś sołecka w Polsce położona w województwie zachodniopomorskim, w powiecie choszczeńskim, w gminie Choszczno. W latach 1975–1998 miejscowość administracyjnie należała do województwa gorzowskiego. W roku 2007 wieś liczyła 387 mieszkańców.

## Geografia
Wieś leży ok. 6 km na północ od Choszczna.

## Historia
Wieś posiada metrykę średniowieczną. W czasie wojny trzydziestoletniej była dwukrotnie splądrowana i spalona, w 1627 roku przez wojska cesarskie, a w 1636 r. przez Szwedów. Około 1850 r. Georg Friedrich von Germar wybudował nowy dwór i część zabudowań folwarcznych. W 1876 roku radca okręgowy Gustaw Hermann von Germar ufundował kościół.

## Zabytki

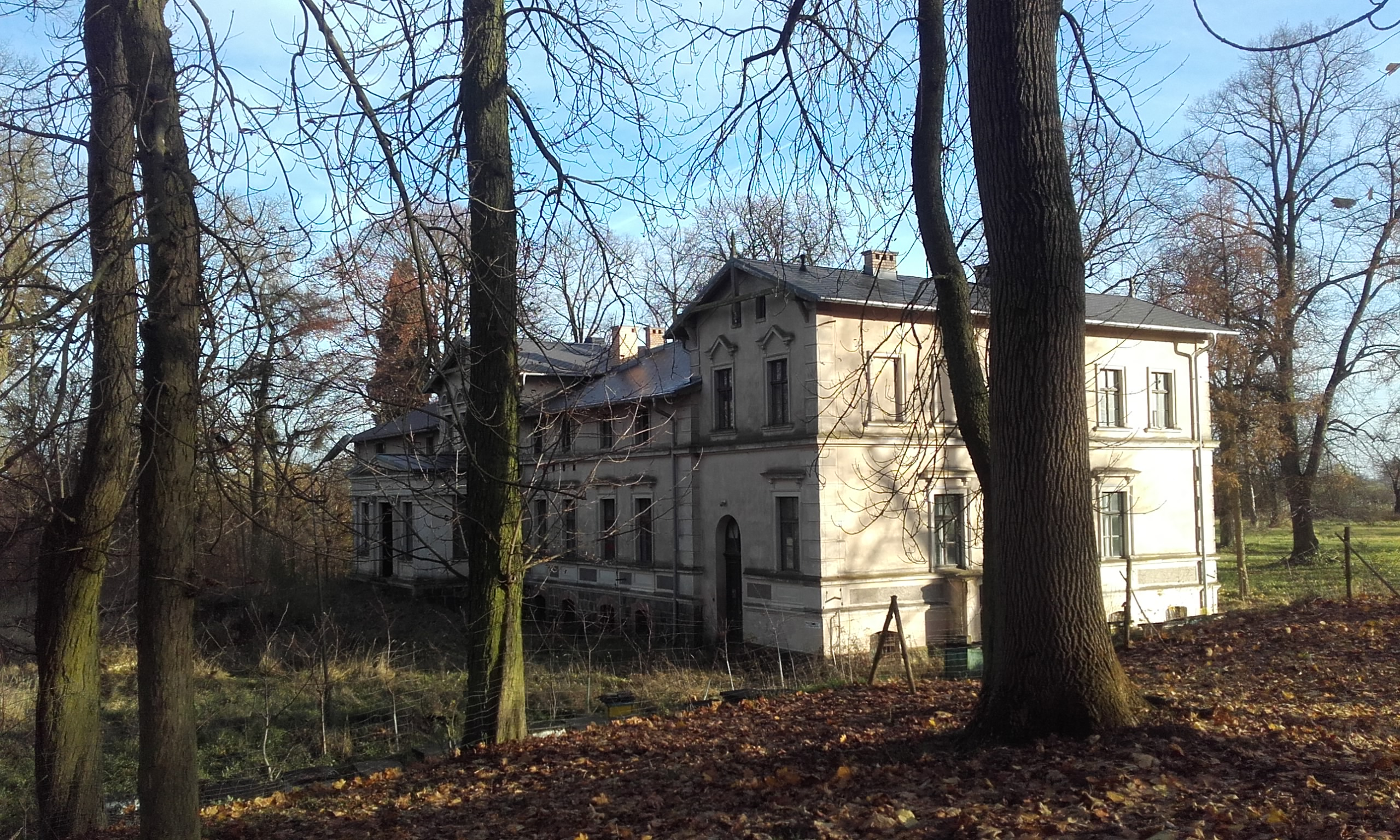
Zabytkowy pałac z XIX wieku w Stradzewie

Do wojewódzkiego rejestru zabytków wpisane są:
- zespół pałacowy, z połowy XIX wieku:
  - neoklasycystyczny pałac dwór, z połowy XIX wieku; obecnie własność prywatna, dwuskrzydłowy
  - park z alejami dojazdowymi z połowy XIX wieku; dominują kasztanowce, lipy, dęby, klony, niektóre z nich w wieku 100-150 lat
  - dawna stajnia, z XIX wieku
  - dawny gołębnik, z XIX wieku w formie wieżyczki obudowanej niskim ośmiobokiem

Inne zabytki:
- kościół filialny pod wezwaniem Matki Bożej Częstochowskiej z 1876 roku, ufundowany przez radcę okręgowego Gustawa Hermanna von Germar. rzymskokatolicki należący do parafii pod wezwaniem Narodzenia NMP w Choszcznie, dekanatu Choszczno, archidiecezji szczecińsko-kamieńskiej, metropolii szczecińsko-kamieńskiej. Parcela kościelna nie ogrodzona, skarpa od strony zachodniej wzmocniona kamieniami polnymi, dość intensywnie obsadzona drzewami liściastymi. Przy szczycie zachodnim umieszczona jest wieża, nakryta ostrosłupowym hełmem[6].

## Gospodarka
We wsi znajduje się jednostka Ochotniczej Straży Pożarnej jak również Uczniowski Klub Sportowy INA Stradzewo